# Hu (bůh)
Hu je staroegyptský bůh zosobňující prvotní slovo, jež pronesl bůh Atum, když vytvářel svět masturbací. Často je zobrazován spolu se Siou, bohem vnímání, nebo Hekou, bohem kouzel. Doprovázejí boha Rea na sluneční bárce a od Nové říše jsou považováni za 3 ze 14 tvůrčích sil boha Amon-Rea. Může být vyobrazován jako muž se znakem jazyka na hlavě.

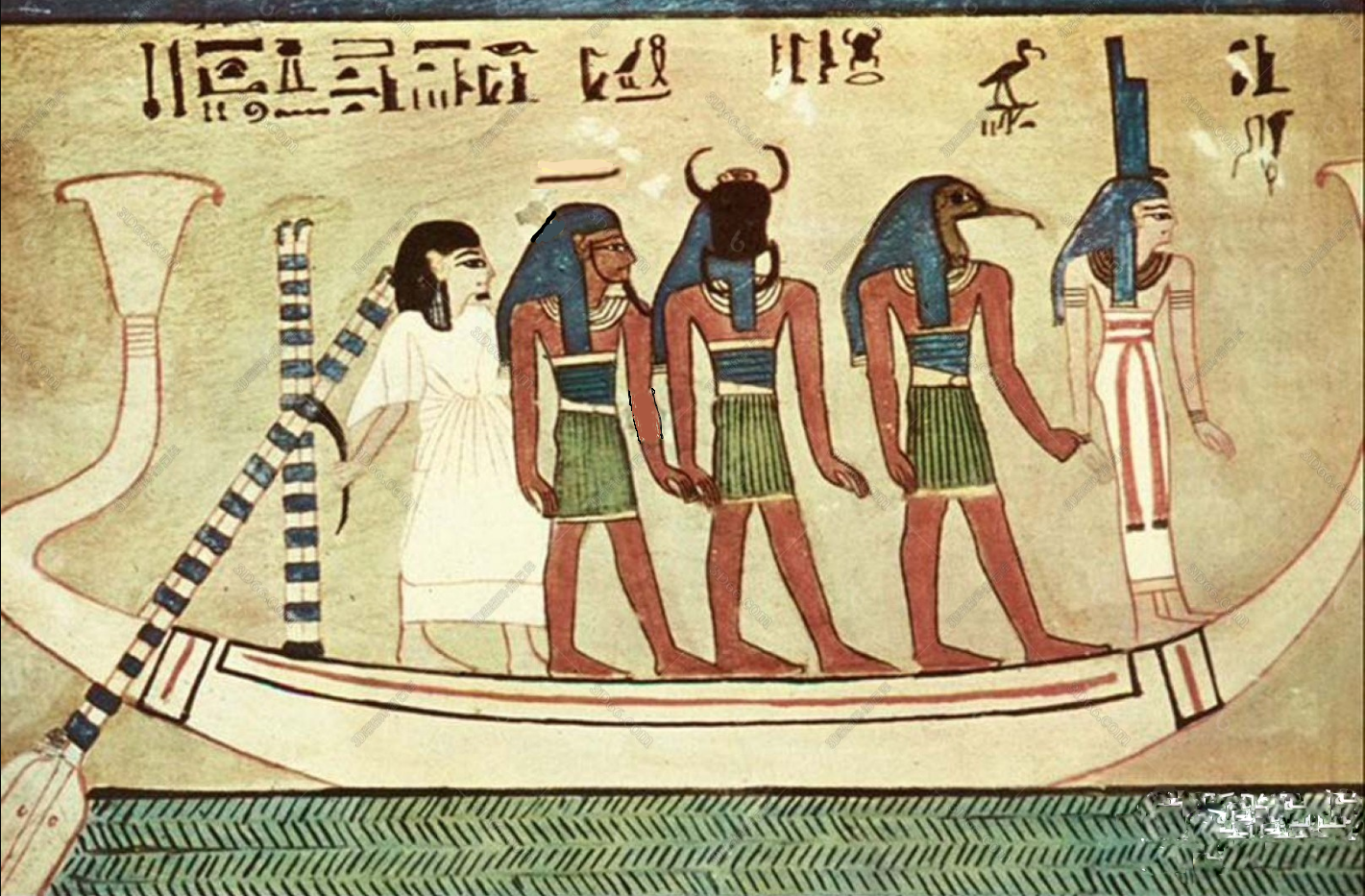
Bozi Hu, Cheprer, Thovt a Eset